# Estación de La Poveda (Tajuña)
La Poveda es una estación de ferrocarril situada en el municipio español de Arganda del Rey, en la Comunidad de Madrid. Originalmente formó parte del ferrocarril del Tajuña, que estuvo operativo por espacio de más de un siglo (1886-1997). Tras la clausura de este, la estación fue restaurada y en la actualidad las instalaciones prestan servicio al denominado «Tren de Arganda», un servicio ferroviario de carácter turístico-recreativo.

## Situación ferroviaria
Las instalaciones ferroviarias se encontraban situadas en el punto kilométrico 23,8 de la línea férrea de ancho métrico Madrid-Alocén, a 538 metros de altitud sobre el nivel del mar.

## Historia
El 30 de enero de 1886 se puso en marcha el ferrocarril de vía estrecha entre Madrid y Arganda del Rey. En la zona de «La Poveda», dentro del término municipal de Arganda, se levantó una estación para permitir las labores de apartadero y cruce de los trenes. Las instalaciones ferroviarias se encontraban situadas junto a la fábrica que poseía la Compañía Azucarera de Madrid, estando también enlazadas con el ferrocarril industrial que servía a la misma.
A lo largo de su historia numerosos operadores han gestionado el ferrocarril y sus infraestructuras. En 1964 la empresa Portland Valderribas adquirió el trazado, cuyo tráfico quedó limitado al tramo Vicálvaro-Morata de Tajuña con fines meramente industriales. A partir de este momento La Poveda se convirtió prácticamente en la única estación intermedia del trazado todavía operativo, donde se cruzaban los diversos trenes mercantes. Esta situación se mantuvo hasta la clausura del ferrocarril en 1997, tras lo cual el trazado se desmanteló en su mayor parte. Solo se mantuvo un pequeño tramo. 
En la actualidad la estación de La Poveda sirve como punto de partida para el «Tren de Arganda».

## La estación

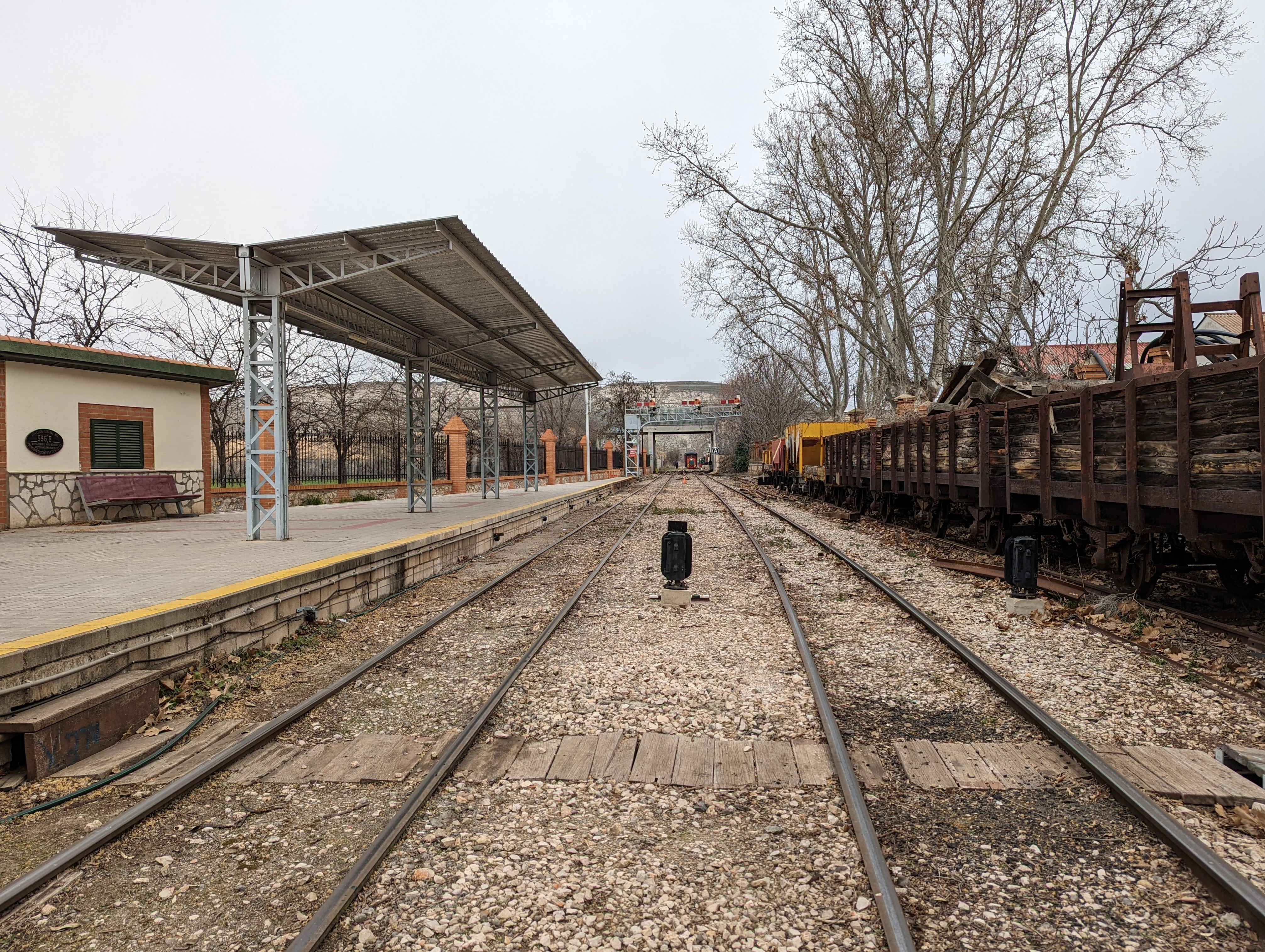
Vista general de la estación.

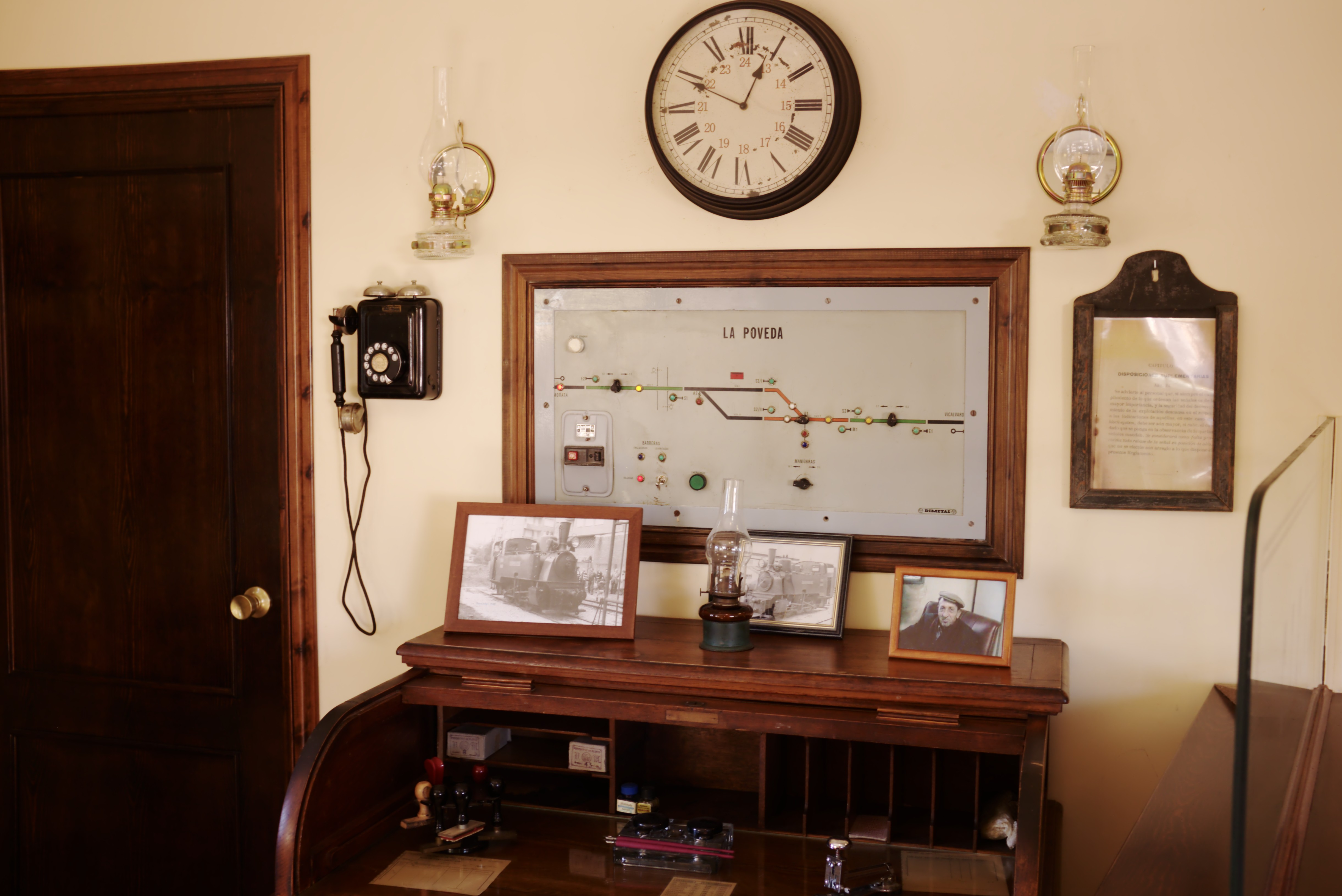
Vista del antiguo despacho del Jefe de Estación en La Poveda (2017)

En su época la estación disponía de varias vías de servicio para permitir el cruce de trenes u otras maniobras. El edificio principal de la estación se diferenciaba de otros de este tramo del ferrocarril del Tajuña, pues era de ladrillo-visto, con unas dimensiones reducidas (7x6 metros) y su andén carecía de marquesina. Disponía de varias dependencias: sala de espera, un pequeño despacho de jefe de estación y una vivienda. El personal adscrito a La Poveda era: un jefe de Estación, un factor de circulación y dos guardagujas.
A comienzos de la década de 2000 se rehabilitaron las instalaciones, sufriendo una alteración en su morfología. En la actualidad la estación dispone de tres vías: la principal, otra de sobrepaso y una vía de apartadero que acaba en topera. Desde su recinto parte también un ramal que llega hasta unas instalaciones anexas.